# Roi Cramoisi
Le Roi Cramoisi est un personnage de la saga de La Tour sombre, écrite par Stephen King. Incarnation parfaite du Mal, que ce soit sous son nom de « Ram Aballah » ou de « Roi Cramoisi » (en rapport avec la couleur de son large manteau écarlate qui lui couvre corps et visage), cet être mystérieux totalement mauvais s'acharne à faire échouer Roland, personnage principal du cycle, dans sa quête.

## Biographie fictive dansLa Tour sombre
La figure du Roi Cramoisi n'apparait réellement qu'au dernier tome de la saga, mais son influence est présente dès le début, lorsque Roland rattrape l'Homme en Noir. 
Peu de renseignements filtrent sur le personnage : on apprend qu'il n'est pas humain, ou du moins plus humain depuis longtemps, que son aspect physique suffit à rendre fou quiconque le regarde, qu'il dispose de pouvoirs incroyables tant sur l'esprit que sur la matière, et enfin qu'il dirige depuis son château de « Casse-Roi-Russe » une armée d'esclaves, de vampires et de tahines (monstres hybrides mi-humains, mi-animaux).
On sait des motivations du Roi Cramoisi qu'il voit la Tour Sombre comme une aberration : pour lui, l'équilibre entre les mondes maintenu grâce à la Tour doit disparaitre, pour qu'il puisse régner sur l'Obscurité originelle. 
Il recrute donc dans ce but des individus aux capacités psychiques exceptionnelles, les « Briseurs », et les oblige inconsciemment à détruire les rayons qui maintiennent l'édifice en place.
Dans le dernier tome de la saga, Roland de Gilead et Susannah Dean arrivent finalement aux ruines du château de « Casse-Roi-Russe » et y découvrent un spectacle particulièrement macabre. 
Le Roi, ayant vu dans ses boules de cristal magiques de l'Arc-en-Ciel les victoires successives du Ka-Têt à la Calla et à la prison des Briseurs, est entré dans une rage apocalyptique, et a forcé tous ses serviteurs à se donner la mort, avant de se la donner lui-même. 
Désormais mort-vivant, le Roi Cramoisi se dirige ensuite vers la Tour Sombre pour en forcer le passage, car il ne possède plus les artefacts sacrés pour y entrer.
Lorsque Roland et Patrick Danville arrivent en vue de la Tour, le Roi Cramoisi y est détenu prisonnier sur un balcon et est devenu complètement fou. Il attaque Roland avec ses Vifs d'Argent, et Roland doit battre en retraite quelques heures, jusqu'à ce qu'il ait l'idée de demander à Patrick de dessiner le Roi puis de l'effacer de la réalité. Cette méthode fonctionne à merveille et le Roi Cramoisi, dont il ne subsiste désormais que deux yeux rouges brûlants de rage, ne peut que constater le triomphe de son ennemi.

## Présence dans d'autres œuvres de Stephen King
Les ouvrages de Stephen King sont, pour une grande partie, reliés entre eux par une mythologie commune tournant autour de la Tour Sombre, et il est donc possible de repérer des références au Roi Cramoisi dans plusieurs de ses œuvres.
Il est « Ram Aballah » dans Territoires, coécrit par Stephen King et Peter Straub, l'ennemi de Jack Sawyer (la dernière partie du roman se passe d'ailleurs dans la contrée de Tonnefoudre).
Il est le « Roi Pourpre » dans Insomnie, et essaye d'assassiner Patrick Danville alors qu'il n'est qu'un enfant.